# Omicron Andromedae
Omicron Andromedae (ο And / ο Andromedae) è un sistema stellare situato nella costellazione di Andromeda. Dista 692 anni luce dal sistema solare e la magnitudine apparente è di +3,62.

## Osservazione

Omicron Andromedae. La stella in alto è 2 Andromedae

Si tratta di una stella situata nell'emisfero celeste boreale. La sua posizione moderatamente boreale fa sì che questa stella sia osservabile specialmente dall'emisfero nord, in cui si mostra alta nel cielo nella fascia temperata; dall'emisfero australe la sua osservazione risulta invece più penalizzata, specialmente al di fuori della sua fascia tropicale. Essendo di magnitudine 3,6, la si può osservare anche dai piccoli centri urbani senza difficoltà, sebbene un cielo non eccessivamente inquinato sia maggiormente indicato per la sua individuazione.
Il periodo migliore per la sua osservazione nel cielo serale ricade nei mesi compresi fra fine agosto e dicembre; nell'emisfero nord è visibile anche fino alla metà dell'inverno, grazie alla declinazione boreale della stella, mentre nell'emisfero sud può essere osservata limitatamente durante i mesi della primavera australe.

## Caratteristiche fisiche
Entrambe le componenti, ο Andromedae A ed ο Andromedae B, sono binarie spettroscopiche; la principale di A è una gigante azzurra, mentre Andromedae B, che è visualmente a 0,34 secondi d'arco di distanza da A, ruota attorno al comune centro di massa in un periodo di 68,6 anni.
Il periodo orbitale invece di B, scoperta spettroscopica nel 1989, è di 33,01 anni. 
In definitiva Omicron Andromedae è una stella quadrupla.
La magnitudine assoluta complessiva è di -3 e la sua velocità radiale negativa indica che la stella si sta avvicinando al sistema solare.